# Nico & Vinz
 (décembre 2020).
Si vous disposez d'ouvrages ou d'articles de référence ou si vous connaissez des sites web de qualité traitant du thème abordé ici, merci de compléter l'article en donnant les références utiles à sa vérifiabilité et en les liant à la section « Notes et références ».
Nico & Vinz est un duo de musique norvégien. Le groupe est composé de Nico Sereba et Vincent Dery. Les membres forment le groupe en 2009 sous le nom d' Envy, avec lequel ils remportent le festival Emergenza en 2011 lors du Taubertal Open air. Ils décident de changer leur nom en janvier 2014 après leur signature chez Warner US. Leur premier single international, Am I Wrong, devient un succès mondial dans plusieurs pays européens et au niveau mondial. Il s'ensuit une promotion internationale ainsi qu'une tournée avec Bruno Mars.

## Discographie
Albums studio
- 2012 : The Magic Soup and the Bittersweet Faces (crédité en tant qu'Envy)
- 2014 : Black Star Elephant (crédité en tant que Nico & Vinz)

Mixtape
- 2010 : Dreamworks: Why Not Me (crédité en tant qu'Envy)

Extended plays
- 2015 : Cornerstone

Singles
- 2010 : "Set to Go"
- 2011 : "One Song"
- 2012 : "Go Loud"
- 2013 : "Am I Wrong"
- 2013 : "In Your Arms"
- 2014 : "When the Day Comes"
- 2015 : "My Melody"
- 2015 : "Fresh Idea"
- 2015 : "That's How You Now" (featuring Kid Ink et Bebe Rexha)
- 2016 : "Hold It Together"
- 2016 : "Praying to a God"
- 2016 : "Not for Nothing"
- 2017 : "Intrigued"

En featuring
- 2014 : "Lift Me Up" (Ladysmith Black Mambazo, David Guetta featuring Nico & Vinz, )
- 2015 : "Rivers" (Thomas Jack featuring Nico & Vinz)
- 2015 : "Love You Right" (Matoma featuring Nico & Vinz)
- 2016 : "I Wanna Know" (Alesso featuring Nico & Vinz)
- 2016 : "League of Your Own" (DJ Spinking featuring French Montana, Nico & Vinz et Velous)